# Três Rios (gemeente)
Três Rios is een gemeente in de Braziliaanse deelstaat Rio de Janeiro. De gemeente telt 76.075 inwoners (schatting 2009). De plaats ligt aan de rivier de Paraíba do Sul.

## Aangrenzende gemeenten
De gemeente grenst aan Areal, Chiador (MG), Comendador Levy Gasparian, Paraíba do Sul, São José do Vale do Rio Preto en Sapucaia.

## Verkeer en vervoer
De plaats ligt aan de radiale snelweg BR-040 tussen Brasilia en Rio de Janeiro. Daarnaast ligt ze aan de weg BR-393.

## Geboren
- Guilherme Costa Marques (1991), voetballer
- Felipe Vizeu (1997), voetballer